# Carparachne
Carparachne is een geslacht van spinnen uit de familie van de Sparassidae (jachtkrabspinnen).

## Soorten
- Carparachne alba Lawrence, 1962
- Carparachne aureoflava Lawrence, 1966